# Werbe (Eder)
Die Werbe ist ein 13,25 km langer, orografisch linker bzw. nördlicher Zufluss des von der Eder durchflossenen Edersees im Landkreis Waldeck-Frankenberg, Hessen (Deutschland).

## Name
Die Werbe wurde bereits 1226 in dieser Namensform schriftlich erwähnt. Wahrscheinlich leitet sich der Name vom germanischen Wort *hwerb-a- mit der Bedeutung „sich wenden“ ab und nimmt Bezug auf den mäandrierenden Flussverlauf.

## Verlauf
Die Werbe entspringt im Nordwesten von Nordhessen östlich von Korbach. Ihre Quelle liegt rund 800 m nördlich des östlichen Korbacher Stadtteils Strothe zwischen den bewaldeten Bergen „Marke“ (440 m ü. NN) im Westen und „Kippe“ (420,8 m ü. NN) im Osten auf rund 358 m ü. NN.
Die Werbe fließt anfangs östlich am Dorf Strothe vorbei, wobei sie nach Süden steuert. Dann verläuft der Bach überwiegend nach Südsüdosten und unterquert im Rahmen eines in einem hohen Bahndamm befindlichen Tunnels als reiner Gewässerdurchlass beim Bachkilometer 9,3 die in diesem Abschnitt stillgelegte Bahnstrecke Wega–Brilon Wald, der im Abschnitt Korbach–Buhlen von 2008 bis 2012 in den Ederseebahn-Radweg umgewandelt wurde.
Die von Westen vom Korbacher Stadtteil Meineringhausen kommende Walme aufnehmend und wenig später die B 251 kreuzend fließt die Werbe nach Alraft, wo der aus gleicher Richtung vom Hof Lauterbach heran fließende Lauterbach einmündet. Anschließend erreicht sie Ober- und schließlich Nieder-Werbe (die drei zuletzt genannten Dörfer sind Stadtteile von Waldeck).
Die Werbe mündet an der Nordgrenze des Naturparks Kellerwald-Edersee unmittelbar südlich von Nieder-Werbe und nach Durchfließen des kleineren zweier benachbarter Edersee-Vorbecken von Nordwesten kommend auf rund 245 m ü. NN in den von der Eder durchflossenen und durch die Edertalsperre aufgestauten Edersee. In das größere Vorbecken fließt mit dem von Nordosten kommenden Reiherbach ein ehemaliger linker Nebenfluss der Werbe ein.

## Wasserscheide
Die Quelle der Werbe liegt nahe der Diemel-Eder/Fulda/Weser-Wasserscheide: Das Wasser der in südsüdöstlicher Richtung fließenden Werbe entwässert vom Edersee in Richtung Osten bzw. Nordosten über Eder und Fulda in die Weser, während jenes vom einiges westlich des Bergs „Marke“ auf der Waldecker Tafel nahe dem nördlichen Ortsrand von Korbach entspringenden Bachs „Wollbeutel“ über die Twiste und Diemel nach Nordosten in die Weser fließt.

## Einzugsgebiet und Zuflüsse
Zu den Zuflüssen der Werbe, deren Einzugsgebiet 42,263 km² umfasst, gehören flussabwärts betrachtet mit orographischer Zuordnung (l = linksseitig, r = rechtsseitig), Gewässerlänge und Mündungsort mit Werbeflusskilometer:
- Walme (r; 3,25 km), an der B 251 oberhalb Alraft (zu Waldeck; km 8,15)
- Lauterbach (r; 4,5 km), in Alraft (zu Waldeck; km 6,15)
- Reiherbach (l; 8,4 km, war bis zum Bau der Talsperre ein Nebenfluss), bei Nieder-Werbe (zu Waldeck; ca. km 0)